# 아자 베스베스
아자 베스베스(عزة بسباس, Azza Besbes, 1990년 11월 28일, 튀니스 ~)는 튀니지의 사브르 펜싱 선수이다. 그녀는 두 차례의 올림픽 출전 경험이 있고, 런던에서 열린 2012년 하계 올림픽의 여자 에페 개인전에 출전했던 사라 베스베스의 동생이다.
베스베스는 베이징에서 열린 2008년 하계 올림픽의 여자 사브르 개인전에서 튀니지를 대표로 출전하였다. 그녀는 64강에서 남아프리카 공화국의 조티 체티를, 32강에서 레오노르 페뤼를, 16강에서 올가 오브치니코바를 차례로 꺾고 8강에 진출하였다. 베스베스는 그러나 8강에서 미국의 리베카 워드에게 14-15로 석패하며 탈락하였다.
런던에서 열린 2012년 하계 올림픽에서, 그녀는 여자 사브르 개인전에 팀 동료 아미라 벤 샤반과 함께 출전하였다. 그녀는 32강전에서 홍콩의 아우신잉을 15-13으로 꺾었다. 그러나, 그녀는 16강에서 또다른 미국인 다그마라 워즈니악에게 13-15로 패하며 탈락하였다.